# История Батуми
Батуми (груз. ბათუმი) — столица автономной республики Аджария, расположенной на юго-западе Грузии, на восточном берегу Чёрного моря.

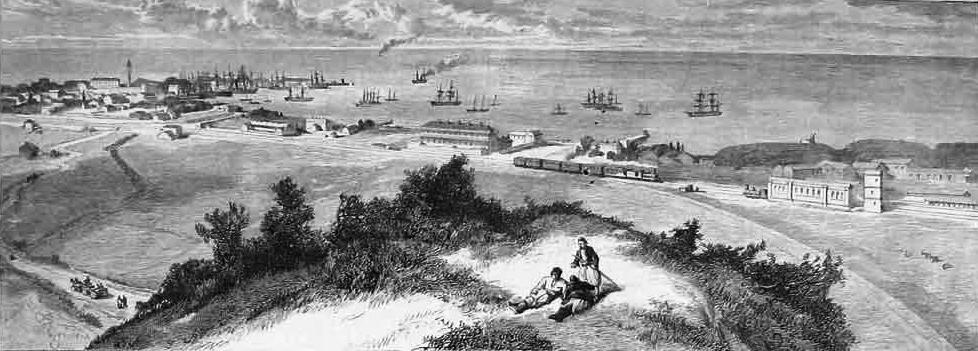
Батум в 1880-х

Основанный на месте греческой колонии Бати, в средневековой Грузии это был небольшой укрепленный город.
В XVII веке Батуми был покорен турками-османами, которые уступили его в 1878 году Российской империи. Во времена российского правления Батуми стал главным портом на границе Европы и Азии. После успешной оккупации турками и британцами, в конце Первой Мировой войны Батуми и его регион вошли в состав Грузинской демократической республики. После советизации Грузии в 1921 году, Аджария получила статус автономной республики, а Батуми стал её столицей. Наряду с Поти, Батуми является важным портом Грузии, а также важным политическим и культурным центром.

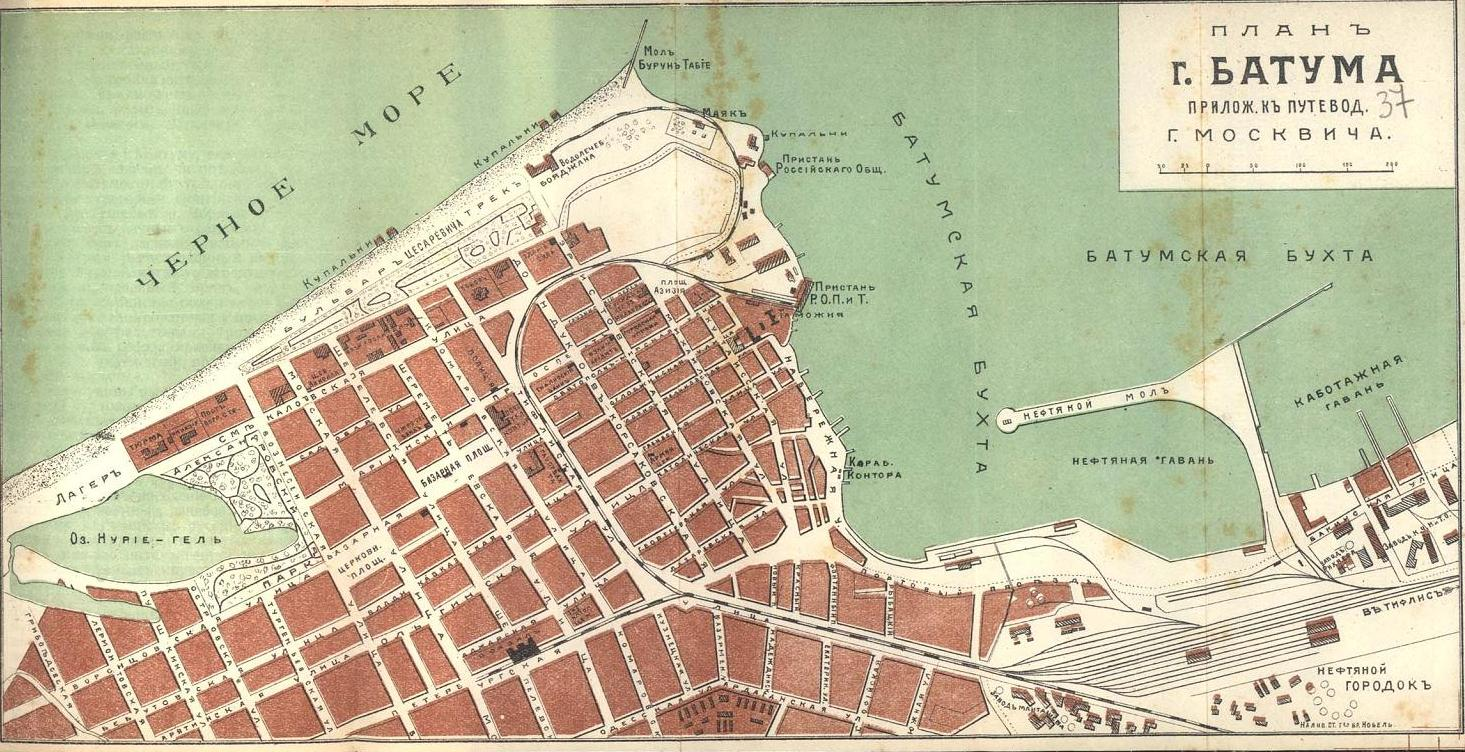
Карта Батума, 1913

## Ранняя история
Предполагается, что Батуми расположен на месте одной из греческих колоний на побережье Колхиды. Её окрестности древние греки называли «βαθύς λιμήν» («Батус Лимен» или «Батис-Лимен» — «глубокая гавань»), отсюда и современное название города. Иногда, Батис связывают с «Portus Altus», вероятно латинским толкованием греческого названия местности, используемого в «Tabula Peutingeriana», дорожной карте Римского периода.
Самое раннее археологически подтвержденное поселение на территории современного Батуми относится к VIII—VII вв. до н. э. Оно расположено вдоль реки Королисцкали и концентрируется на холме, которой сейчас в народе называется Тамаринской крепостью, в честь грузинской царицы Тамары (1184—1213). Ряд раскопанных импортных товаров и фрагменты амфор среди них, свидетельствуют о греческом влиянии. Во время правления Адриана (117—138 гг. н. э.) в этой местности располагался римский форт, который был оставлен для новой крепости Петры, основанной Юстинианом I (527—565) на месте современного города Цихисдзири к северу от Батуми.

## Средневековый Батуми
Средневековая история Батуми ничем не примечательна, город практически не упоминается в исторических записях. Тем не менее, он вновь появляется в грузинских и европейских докладах в XV веке. Венецианские дипломаты Иосафат Барбаро и Амброджо Контарини назвали Батуми Вати или Вачи. Барбаро сообщает, что это один из двух портов лорда «Бендиан» (другой — Себастополис, современный Сухуми), а Контарини описывает его как морской город, сосредоточенный на крепости. «Бендиан» Барбаро, по всей видимости, искаженное «Бедиани» — титул князей Дадиани, которые правили несколькими мегрельскими провинциями.
Любопытный инцидент произошёл в 1444 году, когда бургундская флотилия после неудачного крестового похода отступила в Чёрное море, где занялась пиратством вдоль восточного побережья, пока бургундцы под командованием рыцаря Джоффри де Трози не попали в засаду во время рейда на Батуми. Де Трози попал в плен и был освобождён через посредничество Иоанна IV Великого.

## Османский контроль
После разделения Грузинского царства в конце XV века город и район Батуми были переданы грузинской дворянской семье Гурие́ли, князьям Гурии. В царствие Кахебера II Гуриели (1469—1483) османы оккупировали, но не смогли взять Батуми. Они вернули себе влияние столетие спустя, после решительной победы над грузинскими правителями в битве при Сохоисте в 1545 году. Батуми был отвоеван, сначала князем Ростомом Гуриели в 1564 году, который вновь его потерял, а затем в 1606 году Мамией II Гуриели. Однако османская военно-морская блокада западного побережья Грузии вынудила князя передать Аджарию османскому султану в договоре от 13 декабря 1614 года.
Во время османского правления город был известен как «Batoum» и стал центром санджака. С турецким завоеванием началась исламизация, прежде христианского региона, которая завершилась в конце XVIII века. Грузинский географ царевич Вахушти описал Батуми, как город с удивительной цитаделью, в то время как французский консул Адриен Дюпре, который посетил это место в 1807 году, сообщал о большой деревне в 2,000 жителей, которые жили вдоль залива и в ближайших лесах. В Батуми был действующий порт, который также служил центром кавказской работорговли.
В течение Русско-турецкой войны (1828—1829) российский генерал Дмитрий Остен-Сакен предпринял безуспешную попытку проникнуть в Батуми через долину Аджарии-Цкали, но добрался лишь до Хуло, находящийся восточнее.
В течение следующих двух десятилетий, Османское правительство укрепило свою власть над Батумским районом, исключив власть Химшиашвили, местной семьи мусульманских грузинских беев.

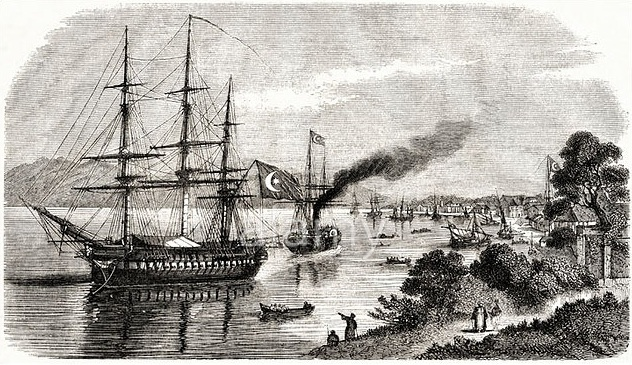
Турецкий фрегат в порту Батуми, начало Крымской войны (1854)

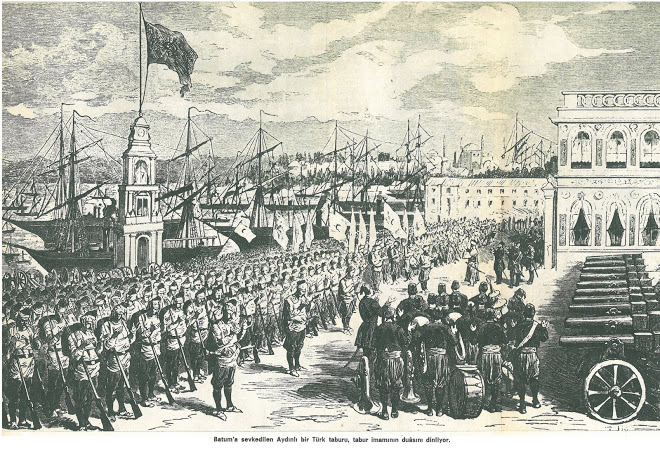
Турецкие войска в Батуми

В 1863 году Османское правительство решило сделать Батуми главным городом Лазистанской провинции и начало строительство нового города северо-западней существующей гавани, а новый форт Бурун-Табья был построен на мысе Батуми. К 1872 году население города составляло около 5000 человек. Самим городом руководил главный управляющий, мутасарриф, который подчинялся непосредственно генерал-губернатору (вали) Трабзона. В Батуми находились итальянское, русское и персидское консульства, он являлся оживлённым торговым центром, однако продолжал оставаться типичным "азиатским" городом с разбросанными домами и грязными улицами.
Несмотря на жесткий контроль Османской империи интерес России к Батуму не пропал. В 1876 году грузинский учёный и полковник на российской службе князь Георгий Казбек провёл тщательную разведку района и составил единственный полный отчёт о регионе на то время. Во время Русско-турецкой войны (1877—1878) османы сильно укрепили Батум и успешно обороняли город от попыток русских его захватить. Однако окончательное поражение в войне вынудило Порту уступить России Батум и Аджарию среди других территорий по Сан-Стефанскому мирному договору. Это было подтверждено после переговоров заключительным актом Берлинского конгресса в июле 1878 года. Одним из его условий было получение, уже российским, портом Батума статуса «порто-франко».

## Российское правление
25 августа 1878 года, русская армия под командованием генерала Дмитрия Святополк-Мирского вошла в Батум, османский маршал Дервиш-Паша передал генералу ключи от города на площади Азизии (в настоящее время площадь Свободы).

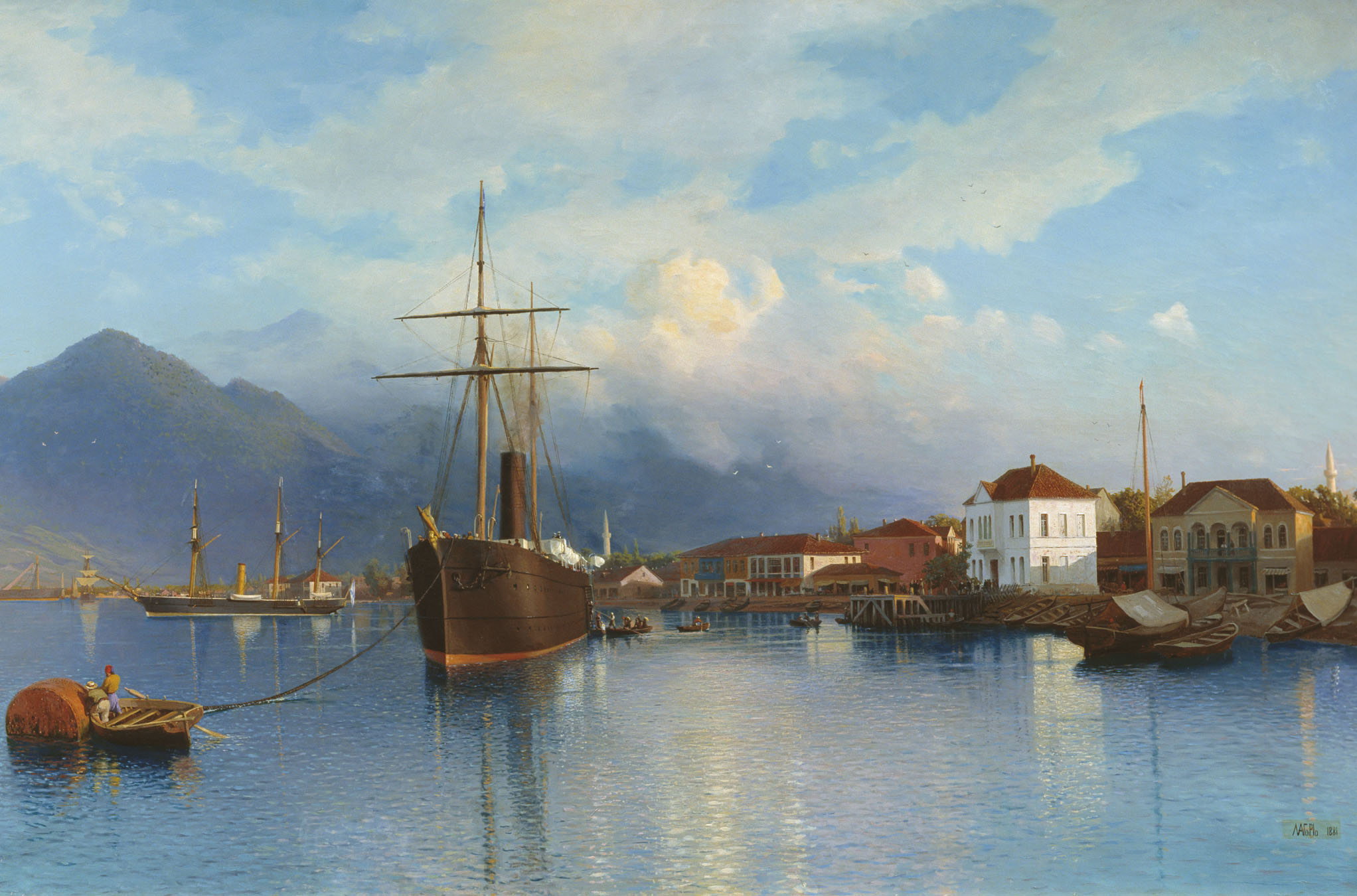
Порт Батум, 1881 год

Город имел статус свободного порта до 1886 года. Кроме того он функционировал, как особый военный округ до тех пор, пока не был передан 12 июня 1883 года в состав Кутаисской губернии. Наконец, 1 июня 1903 года территория бывшего Батумского округа вместе с территорией бывшего Артвинского округа были объединены в Батумскую область и перешли под управление Кавказского наместничества.
Батум официально получил статус города и право выбирать городской совет 28 апреля 1888 года. 25 января 1895, князь Лука Асатиани, бывший мэром Кутаиси, избран мэром Батум. Его переизбрали в 1898 году. Он руководил несколькими модернизирующими проектами, когда скоропостижно скончался в 1902 году. Его сменил князь Иван Андроникашвили, который оставался на этом посту до 1916 года, переехав затем в Тифлис.
В 1880 году российским ботаником и географом Андреем Николаевичем Красновым был основан Батумский ботанический сад, однако для публики он был открыт только 3 ноября 1912 года. В 1885—1887 годах в Батуме была построена армянская Церковь Святого Христа Всеспасителя. В 1886 году по заказу семьи дворянина мусульманина грузинского происхождения Аслана-бека Химшиашвили в Батуме была построена единственная ныне действующая мечеть.
Расширение Батума началось в 1883 году, вместе со строительством железной дороги Батум — Тифлис — Баку и керосинопровода Баку — Батум. С этого момента Батум стал главным нефтяным портом России на Чёрном море. Рос город, а вместе с ним и население: 
- 8671 человек в 1882 году;
- 12 000 человек в 1889;
- 16 000 человек (из них 1000 работала на нефтеперерабатывающих заводах) в 1902 году[8].

В 1888 году в присутствии императора Александра III и членов императорской семьи состоялась закладка собора Святого Александра Невского. Собор действовал до 1936 года, после чего был закрыт и снесён. На его месте по проекту архитектора Щусева была построена гостиница «Интурист».
В июле 1897 года в Батуме открылась мужская гимназия. В 1900—1904 годах по проекту архитектора Семёна Львовича Волковича была построена синагога, действующая и поныне. В 1903 году на средства братьев Зубалашвили был построен католический храм. После революции он был закрыт, а в 1980-е годы передан Грузинской православной церкви. Теперь это кафедральный Собор Рождества Пресвятой Богородицы.
В 1898 и 1899 годах более 7400 духоборских сектантов мигрировали в Канаду на трёх кораблях.
В начале 1900-х годов Батум стал центром социал-демократической агитации, что привело к массовой забастовке на нефтеперерабатывающем заводе Ротшильдов в марте 1902 года. Сталин прибыл в конце 1901 году, расположившись в Али, персидской таверне и устроился на этот завод.
1 (14) января 1902: Сталин произнес речь 30 членам партии: «Мы не должны бояться смерти! Солнце встает, давайте пожертвовать жизнью!»
4 (17) января: Сталин поджег завод, а рабочие, потушившие его, ожидали получить премию, но получили отказ. Сталину пришли газеты из Тбилиси, что позволило поднять стачку.
17 февраля (2 марта): участники стачки получили 30%-ое повышение зарплаты.
26 февраля (11 марта): 389 радикальных рабочих уволено. Сталин поднимает вторую стачку.
7 (20) марта: лидеры стачки арестованы.
8 (21) марта: Сталин возглавляет демонстрацию перед зданием полиции за освобождение ранее арестованных. Заключённых перемещают в транзитную тюрьму. Губернатор генерал Смагин согласился встретиться с демонстрантами.
10 (23) марта: толпа пытается захватить тюрьму, но, хотя казаки и военные препятствуют им, нескольким заключённым удалось сбежать. События завершились беспорядками, в которых не последнюю роль сыграл Иосиф Сталин. В столкновении с полицией погибло 15 человек, ранено 54 и 500 отправлены в тюрьму.
12 (25) марта: погибшие рабочие похоронены, демонстрацию, насчитывающую же 7000 человек, окружают казаки и полицейские, которые запрещают песни и публичные речи.
В марте 1908 года в городском училище имени Пушкина была создана небольшая экспозиция, которая впоследствии перерастёт в Государственный музей Аджарии.
В феврале 1909 года в Батуме была упразднена безнадежно устаревшая Михайловская крепость, но в 1910 году было решено её восстановить и модернизировать. Строительство отдельных укреплений продолжалось до осени 1914 года.
В начале XX века в Батуме работали 16 консульств: австро-венгерское, бельгийское, британское, германское, греческое, датское, итальянское, персидское, американское, нидерландское, турецкое, французское, шведское, норвежское, японское, испанское (в 2022 году в Батуми действует только четырые консульства — турецкое, армянское, азербайджанское и иранское).

## В годы Первой мировой войны иГражданской войны в России
10 (23) декабря 1914 года одна из береговых батарей Батума вели перестрелку с крейсером «Гёбен». Форты Михайловской крепости никакого участия в войне не принимали.

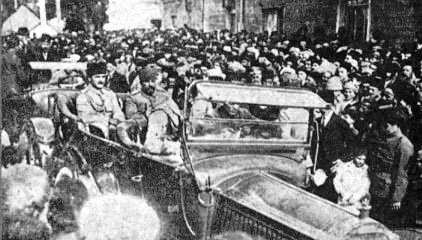
Энвер-паша в аннексированном Батуме

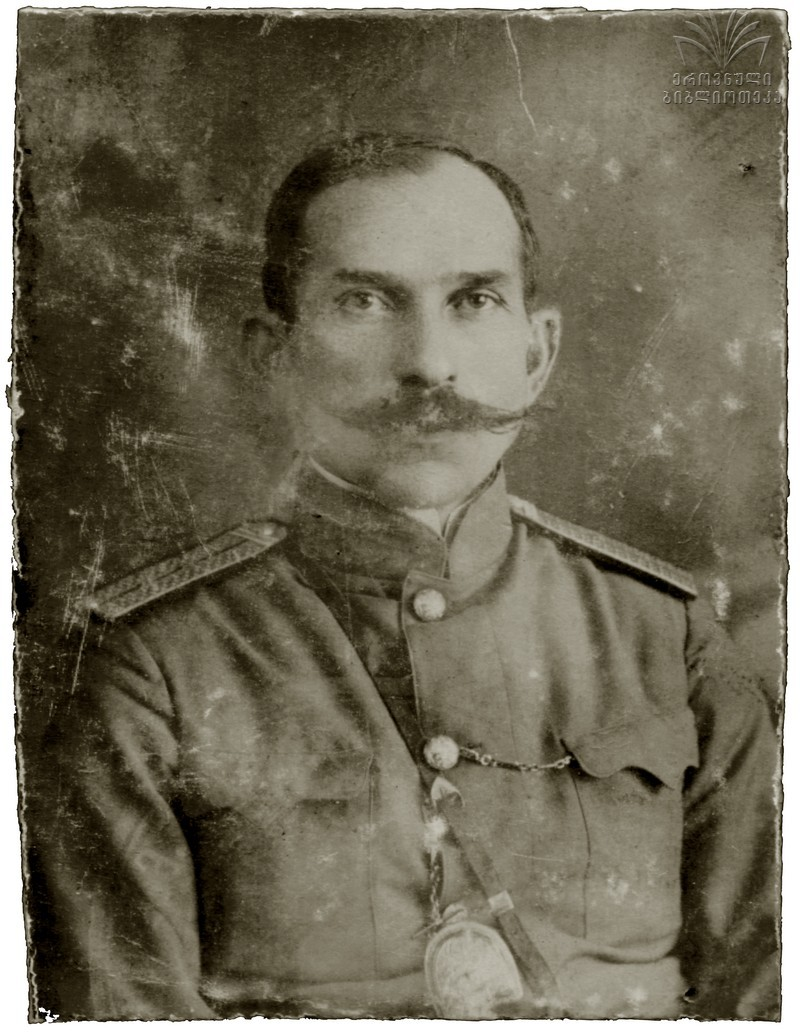
Георгий Мазниашвили

Дмитрий Жлоба

Из-за хаоса, последовавшего за Октябрьской революцией, полностью распался Кавказский фронт, из-за чего Османская империя снова вторглась на территорию Грузии.
3 марта 1918 года между большевиками и османами был подписан сепаратный Брест-Литовский мирный договор, который отдавал Батумский, Карсский и Ардаганский округа. Фактически это было восстановлением границ между Россией и Османской империей от 1877 года. 14 марта-5 апреля 1918 года начала работу Трабзонская мирная конференция. Целью закавказской делегации было сохранение границ 1914 года, а турецкой — признание закавказской делегацией Брест-Лито́вского мирного договора. 14 апреля 1918 года турецкие войска аннексировали Батум.
Фактическим продолжением Трабзонской конференции стала Батумская конференция, прошедшие в 2 этапа — с 11 по 26 мая и с 31 мая по 4 июня 1918 года. Первый этап переговоров прошёл между Османской империей и Закавказской Демократической Федеративной Республикой, а второй между Османской империей и уже независимыми кавказскими государствами. После турецкой оккупации Батума, кавказская делегация под руководством А. Чхенкели уже пыталась опереться на Брестский договор, но османы выдвинули новые требования, которые из-за своей грандиозности вызвали протест даже Германии и Австро-Венгрии. По мимо прочего, на Батумской конференции 11 мая 1918 года была провозглашена независимость Горской республики. Её правительство в изгнании заседало в Батуме до ноября 1918 года, после чего переместилось в Темир-Хан-Шуру.
Концом оккупации Батума стало поражение Германии и её союзников в Первой мировой войне. В 1919 году город Батуми и Батумский округ стали зоной британской оккупации. Губернатором был назначен генерал Джеймс Кук-Колисс. 31 августа 1919 года в Батуме состоялся съезд грузинских мусульман, который выдвинул требование о воссоединении Аджарии со своей родиной Грузией.
7 мая 1920 года Советская Россия признала независимость Грузинской Демократической Республики, однако в феврале следующего года Красная Армия вторглась на территорию Грузии. Меньшевистское правительство Жордания эвакуировалось в Кутаиси, а после его падения отступило в Батум.
Воспользовавшись ситуацией, турецкие войска отторгли Артаан и Артвин, а 10 марта вошли в Хуло и Кеда. 11 марта турецкие войска Карабекир-паши вошли в Батум. В то же время красная 18 конная дивизия Дмитрия Жлобы 11 армии Анатолия Геккера выступила из Ахалциха в поход на город. В течение 15 и 16 марта в город вошли дополнительные турецкие войска. Согласно официальной позиции Турции, её целью была защита Грузии от большевистского вторжения, однако последующие действия опровергли эту версию и доказали, что целью была именно аннексия региона. 16 марта в Москве был подписан советско-турецкий Договор о дружбе и братстве, по которому Турция согласилась «уступить Грузии сюзеренитет над портом и городом Батумом и территорией, лежащей к северу от границы», при условиях закрепления за Турцией права пользоваться портом и осуществлять свободный транзит беспошлинно через Батум.
17 марта в Батуме началось организованное большевиками восстание против меньшевистского правительства Грузии. По решению Учредительного Собрания члены правительства Грузинской Демократической Республики оставили город и покинули страну. Грузинские войска, отступившие из Восточной Грузии в Западную, оказались перед угрозой неминуемой капитуляции. Понимая невозможность продолжения военных действий в Восточной Грузии, военные приняли решение хотя бы снять турецкую оккупацию с Южной Грузии. Пока в Москве шли советско-турецкие консультации, на окраинах Батума расположились несколько тысяч солдат грузинской армии и народной гвардии. 18 марта грузины под командованием генерала Георгия Мазниашвили вступили в уличные бои с турецким гарнизоном и к следующему дню установили контроль над большей частью города. Павших бойцов похоронили там же, на площади Свободы в Батуме. В тот же день в город вошли части красной 18-й конной дивизии, а 20 марта в Батуме был создан постоянный Батумский областной ревком во главе c Сергеем Кавтарадзе.
16 июля 1921 года в составе ССР Грузии была образована Автономная Социалистическая Советская Республика Аджаристан, со столицей в Батуме.

## В составе СССР

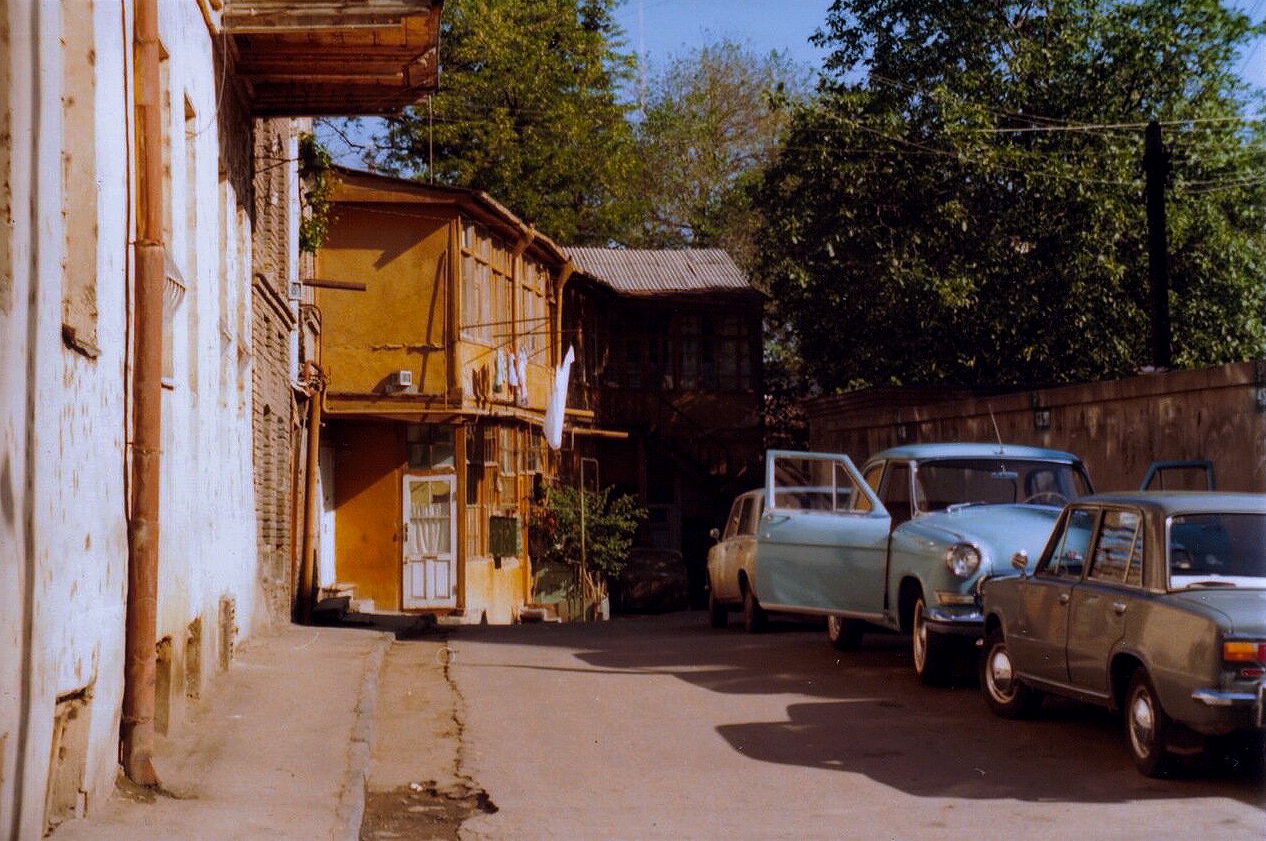
На улицах Батуми, 1976 год

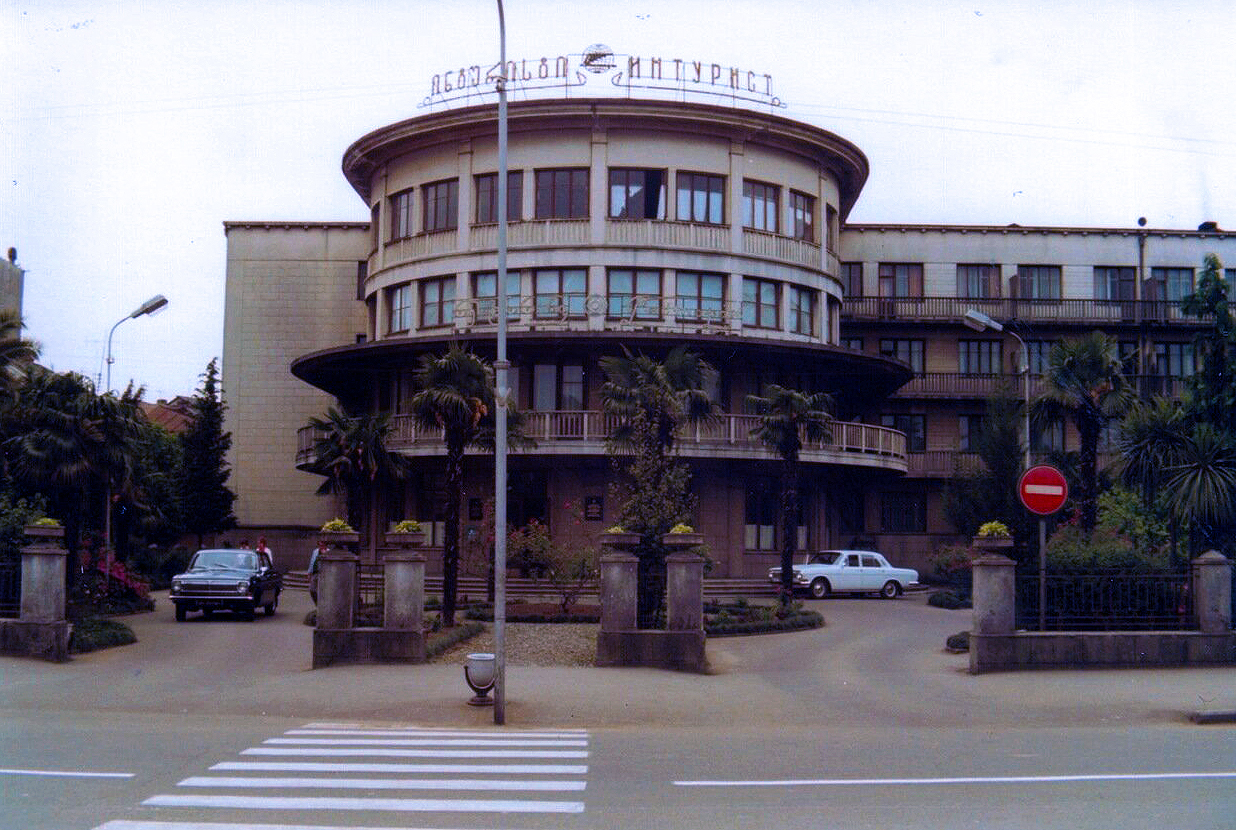
Гостиница «Интурист» на месте разрушенного в 1936 году Собора Святого Александра Невского, 1976 год

В 1923 году в Батуме был основан футбольный клуб «Динамо».
Одним из наиболее болезненных страниц истории Батуми являются события, последовавшие за восстанием 1924 года. Всех участников национал-освободительного движения Батума арестовали и расстреляли без суда и следствия. Среди них был и генерал-майор Георгий Пурцеладзе, один из главных деятелей освобождения Батума от Турции.
В 1928—1930 годах между Батумом и Баку под руководством академика В. Г. Шухова был построен нефтепровод.
В 1935 году (по другим данным в 1925) на приморском бульваре Батума был построен Центральный стадион, снесённый в 2007 году. В 1935 году в городе был основан Батумский учительский институт, в дальнейшем преобразованный в Батумский государственный педагогический институт. В 1990 году пединститут был преобразован в Батумский государственный университет имени Шота Руставели.
В 1936 году город был переименован в Батуми, Автономная Социалистическая Советская Республика Аджаристан — в Аджарскую Автономную Советскую Социалистическую Республику. Так же, как другие города СССР, Батуми пострадал от репрессий 1937—1938 годов. Расстреляны были такие именитые батумцы, как писатель Мемед Абашиде и юрист Пармен Сабашвили.
Множество жителей Батуми были призваны в армию и сражались на различных фронтах Второй мировой войны. Из 12 258 солдат на родину не вернулись 4 728 человек. Их память была увековечена в 1974 году строительством Памятника жертвам войны, который был снесён в 2012 году.
6 ноября 1978 года (к 61-й годовщине Великого Октября) в Батуми было открыто троллейбусное движение. В 1992 году в городе было три маршрута протяженностью 41 километр. Городской маршрут № 3 был отменён в 1993 году, маршрут № 1 — в 2002 году, маршрут № 2 (связывавший центр Батуми с поселком Хелвачаури) — в 2005 году.
26 февраля 1989 года город принимал Чемпионат СССР по кроссу.

## Современность

Батуми, 2007

После беспорядков в Грузии в 1989—1991 годах, в Аджарии утвердилась власть Аслана Абашидзе. После начала гражданской войны он создал собственную армию в качестве противовеса вооружённым группировкам, объединявших сторонников и противников Звиада Гамсахурдия. В отличие от руководства Абхазии и Южной Осетии, Абашидзе не пытался добиваться независимости Аджарии и развивал её как «свободную экономическую зону» с правом оставления таможенных сборов в республике, а в 2000 году добился внесения в Конституцию Грузии особого государственного статуса Аджарии. Фактически он являлся полунезависимым правителем республики. Кроме того, в Батуми располагалась 145-я мотострелковая дивизия ВС России, с руководством которой Абашидзе поддерживал дружеские отношения. До 1999 года ему помогали также российские погранвойска, но после их ухода он начал подготовку собственных пограничников. В связи с присутствием в Аджарии военной базы ВС России у российского руководства имелся реальный механизм если не влияния, то, по меньшей мере, контроля ситуации в аджарском регионе. В мае 2004 года Абашидзе сбежал из Батуми в Россию в результате острого политического кризиса, вызванного победой «Революции роз» в Тбилиси. После этого центральное правительство попыталось ликвидировать российскую военную базу, в 2005 году было достигнуто соглашение с Москвой. Согласно ему, процесс вывода войск планировалось завершить в течение 2008 года, но Батумская база была официально передана Грузии 13 ноября 2007 года, опережая запланированное расписание.
В 1994 году в Батуми открылся археологический музей, а в 1998 году на месте закрытого Батумского музея революции был открыт Государственный музей искусств Аджарии.
Сегодня Батуми является главным портом Грузии. В нём расположены емкости объёмом 80 000 тонн для хранения нефти. Нефть добывается в Азербайджане и далее отправляется морем по всему миру. Небольшая часть экспортной нефти приходит из Казахстана и Туркменистана. Кроме того, город экспортирует местные сельскохозяйственные продукты. С 1995 года грузооборот порта постоянно растет, и в 2001 году он составлял около 8 миллионов тонн. Годовая выручка от порта оценивается в пределах от 200 до 300 миллионов долларов США.
С момента смены власти в Аджарии Батуми привлек несколько международных инвесторов на недвижимость в городе, цены которой утроились с 2001 года. Казахстанские инвесторы, согласно сообщениям, инвестировали 100 миллионов долларов на покупку более 20 отелей в Аджарском регионе Грузии. С 2007 года в Аджарском Черноморском курорте будет запущено строительство ряда новых отелей. Здесь расположены штаб-квартиры грузинских авиакомпаний Air Batumi и Georgian International Airlines. 6 июля 2007 года во время визита президента Грузии Михаила Саакашвили в Батуми была торжественно открыта статуя Медеи. В 2010 году в рамках масштабной реконструкции исторического центра была открыта площадь Пьяцца, в том же году на берегу Батумской бухты была открыта статуя Али и Нино.
1 января 2013 года в черту города вошли посёлки Хелвачаури, Махинджаури, Гонио.
В июле 2015 года открылась железнодорожная станция Батуми-Пассажирская, которая значительно улучшила транспортную связь с остальной Грузией.
В январе 2018 года началось строительство нового современного стадиона Батуми-Арена. Он спроектирован турецкой архитектурной компанией Bahadir Kul Architects и вмещает 20 тысяч зрителей. Стоимость проекта составила почти 145 млн лари (более 44 млн долларов). Официальное открытие стадиона состоялось 27 октября 2020 года.
В городе Батуми с 16 по 29 марта 2018 года проходил Чемпионат Европы по шахматам, а с 23 сентября по 6 октября — 43-я Шахматная олимпиада. С 3 по 13 апреля 2019 года Батуми принимал 98-й Чемпионат Европы по тяжёлой атлетике.